# 데스 스타
데스 스타(Death Star)는 스타 워즈에 나오는 거대 전투용 인공위성이다. 위성처럼 공 모양이다. 데스 스타의 슈퍼 레이저 한 방이면 지구만한 크기의 행성이 폭파된다.

## 상세
에피소드 4에서는 타킨이 레아의 고향 얼데란 행성을 폭발시키고 야빈 행성으로 접근하여 야빈 행성과 함께 그곳의 반란군 기지도 파괴시키려 하였다. 그러나 야빈 전투에서 X-윙 부대인 레드 윙 중 루크가 X-윙을 타고 데스 스타 약점인 환풍구에 양성자 어뢰를 쏜 결과, 연쇄 반응으로 인해 폭발하게 된다. 그러나 많은 반란군들이 희생되었다. 에피소드 6에서는 엔도의 달에서 데스 스타 2가 저항군을 공격한다. 하지만 엔도에서 한 솔로와 레아가 방어막이 뚫고 랜도 캘리시언과 니엔 넌이 탄 팔콘 호와 전투기들이 내부로 진입하여 원자로를 파괴한다. 루크가 베이더를 이기고 팰퍼틴마저 죽은 상태에서 루크는 다스베이더의 시신을 가지고 람다 셔틀을 몰아 엔도로 복귀하고, 데스 스타 2도 폭발한다.

## 그 외
레전드 세계관에서 첫 번째 데스 스타의 설계도를 탈취한 인물은 1995년 게임 스타워즈: 다크 포스 (Star Wars: Dark Forces)에서 등장하는 카일 카탄이다.
에피소드 7에서는 태양열로 힘을 내는 스타킬러 베이스가 나오는데 크기가 데스스타의 2배 이상이다.
로그 원: 스타워즈 스토리를 보면 데스 스타의 설계도를 어떻게 훔치는지는 대충 이해할 수 있다.

## 변형

### 스타킬러 베이스
스타킬러 베이스(Starkiller Base)는 스타워즈: 깨어난 포스의 등장한 퍼스트 오더 (First Order)의 병기이다.
카이버 크리스탈의 대량 생산지였던 얼음 행성 일룸을 개조하여 만든 요새이며 위력은 항성계 전체를 파괴할 수 있는 정도이다. 핀, 레이, 한 솔로는 스타 킬러 안에 들어가, 방어막을 없애고, 포 다메론이 이끄는 X-윙 저항군편대가 스타킬러 베이스를 파괴한다.
작동 방식이 레전드 세계관에 스타워즈: 구공화국의 기사단 (Star Wars: Knights of the Old Republic)에서 나오는 스타 포지 (Star Forge) 와 같은 방식이다.